# Dicranota ontakensis
Dicranota (Rhaphidolabis) ontakensis là một loài ruồi trong họ Pediciidae. Chúng phân bố ở vùng sinh thái Palearctic.